# Domenico Barbaja

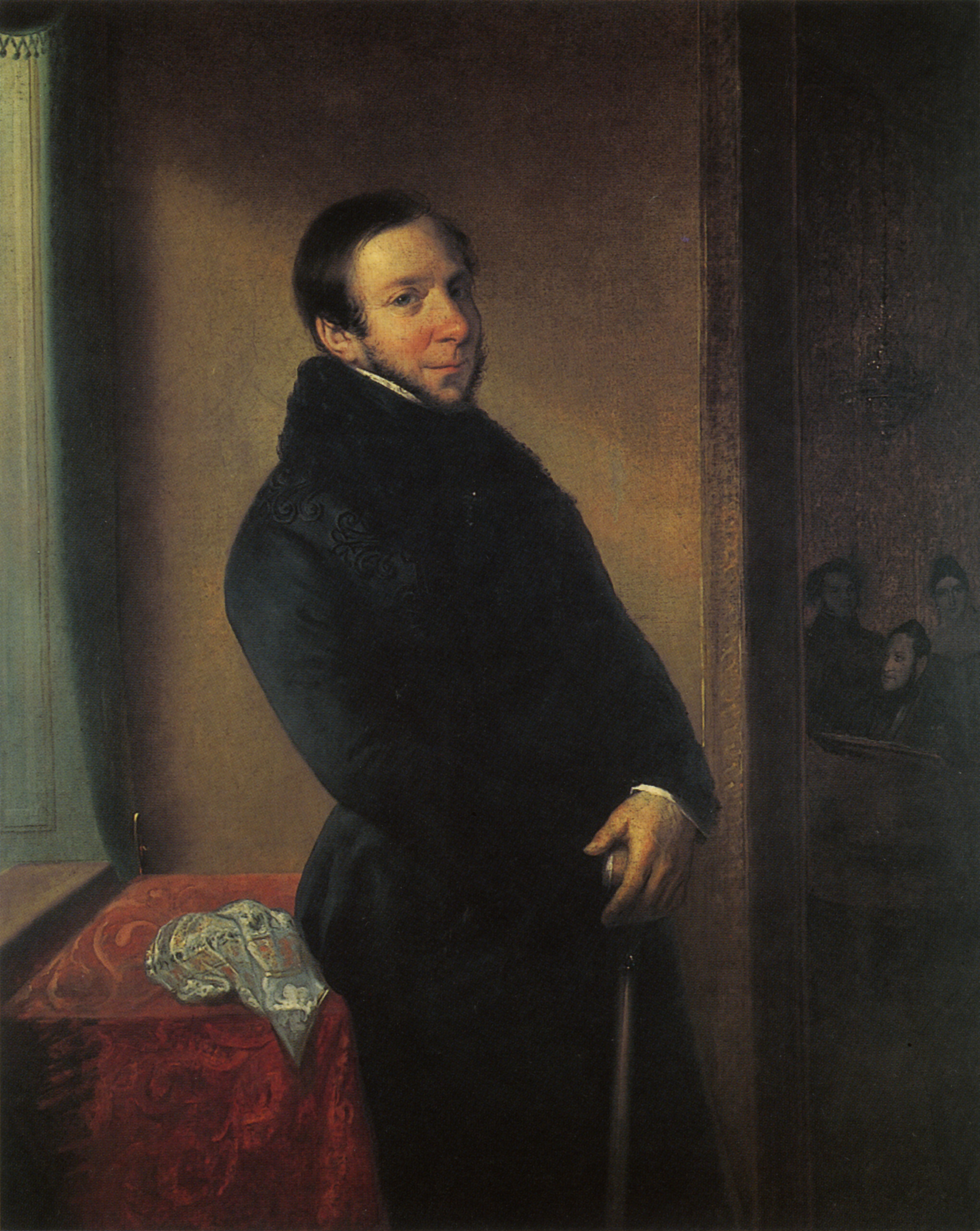
Domenico Barbaja

Domenico Barbaja (* 1778 in Mailand; † 16. Oktober 1841 in Posillipo (Neapel)) war ein Italienischer Impresario und Opernintendant.
Barbaja war in seiner Jugend als Kellner tätig, wirkte später auch als Zirkusdirektor und wurde durch seine Tätigkeit als Theaterimpresario um das Jahr 1820 in Italien und Österreich äußerst einflussreich. Er führte gleichzeitig Opernhäuser in Neapel (Teatro San Carlo), Mailand (La Scala) und Wien (Kärntnertortheater) und „verpflichtete nicht nur Sänger, Orchester und Chor, sondern auch die Komponisten gegen festes Gehalt, die ihm dann  jährlich ein bis zwei neue Opern zu liefern hatten“.
Einige der wichtigsten zeitgenössischen Komponisten schrieben Werke für ihn, darunter Gioachino Rossini, Carl Maria von Weber, Gaetano Donizetti und Vincenzo Bellini.

## Weblink
- John Rizzo: Italian Opera Chicago